# 森崎書店の日々
『森崎書店の日々』（もりさきしょてんのひび）は、八木沢里志の小説。
本の街・神保町を舞台に、一人の女の子の成長を描いている。第3回ちよだ文学賞大賞受賞作。2010年、小学館文庫刊。文庫本には物語の1年半後を描いた続編小説『桃子さんの帰還』も収録されている。
2010年に映画化された。
2011年には本作から2年後を舞台とした続編小説『続・森崎書店の日々』が小学館文庫から出版された。

## 書誌情報
- 2010年9月7日発売、小学館文庫、ISBN 9784094085457

## 映画
2010年に日向朝子監督、菊池亜希子主演で映画化された。

### あらすじ
交際を始めて1年半になる恋人から突然、他の女性と結婚することになったと告げられた貴子。職場恋愛だったために会社も辞めることになり、恋人と仕事をいっぺんに失う。深く傷つき、ただ泣き暮らす毎日を送る貴子に、叔父のサトルから電話がかかってくる。妻の桃子に家出され、ひとり神保町で「森崎書店」という古書店を経営していた叔父は、店に住んで仕事を手伝ってほしいという。飄々としてつかみどころがなく、親類の間では変人として通っていた叔父。誰かの救いを求めていた貴子は、その叔父の申し出を受け入れて、本の街のど真ん中に住むことにする。

### キャスト
- 三浦貴子：菊池亜希子
- サトル：内藤剛志
- トモコ：田中麗奈

喫茶店アルバイト。明治大学大学院生。国文学専攻。
- 英明：松尾敏伸

貴子の元彼。
- 高野：奥村知史

喫茶店アルバイト。
- 森崎書店の客：吉沢悠
- マスター：きたろう

喫茶店のマスター。
- サブ：岩松了

森崎書店の常連客。

### スタッフ
- 監督・脚本：日向朝子
- 製作：小林栄太朗、久松猛朗
- 企画・プロデュース：越川道夫
- 原作：八木沢里志
- 音楽：野崎美波
- 撮影：猪本雅三
- 照明：北村憲祐
- 美術：松本知恵
- 編集：菊井貴繁
- 協力：千代田区、東京古書組合、神田古書店連盟
- 制作プロダクション：スローラーナー
- 製作：テンカラット、衛星劇場
- 配給：ファントム・フィルム

### 劇中で使用された書籍
- 『まぼろしの記』 （尾崎一雄 著）
- 『檸檬 ／ ある心の風景』 （梶井基次郎 著）